# Chaumes-en-Brie
Chaumes-en-Brie település Franciaországban, Seine-et-Marne megyében. Lakosainak száma 3452 fő (2022. január 1.). Chaumes-en-Brie Fontenay-Trésigny, Guignes, Ozouer-le-Voulgis, Verneuil-l’Étang, Yèbles, Argentières, Beauvoir, Bernay-Vilbert, Châtres és Courtomer községekkel határos.

## Népesség
A település népességének változása:
| Lakosok száma | 2976 | 3118 | 3206 | 3242 | 3304 | 3339 | 3387 | 3401 | 3452 |
|               | 2013 | 2015 | 2016 | 2017 | 2018 | 2019 | 2020 | 2021 | 2022 |